# Programa de Godesberg
O Programa de Godesberg (em alemão:  Godesberger Programm) foi o programa do Social-Democrata da Alemanha ratificado em 15 de novembro de 1959, durante a convenção do  partido, na cidade de Bad Godesberg, que atualmente é parte de Bonn.
O programa  foi notável por expressar formalmente, pela primeira vez, que o  partido se dissociara do marxismo. Assim,  tornava-se oficial a linha que, de facto, o partido já  adotara desde 1891, quando o Programa de Erfurt incorporou as  teses revisionistas de Eduard Bernstein.

## Citação
Devemos resistir a todas as ditaduras, todas as formas de regimes totalitários ou regras autoritárias, pois elas violam a dignidade humana, destroem a liberdade do homem e o estado de direito. O socialismo pode ser realizado somente através da democracia, e a democracia só se realiza através do socialismo. Os comunistas não têm o direito de invocar as tradições socialistas. Na verdade, eles têm falsificado as ideias socialistas. Os socialistas estão lutando para a realização da liberdade e da justiça, enquanto os comunistas exploram os conflitos na sociedade para estabelecer a ditadura do seu partido. (Parte do programa aprovado)
O Programa de Godesberg foi sobreposto em 1989 pelo Programa de Berlim, aprovado em 20 de dezembro de 1989, durante um congresso do partido em Berlim.